# کیوتارو سوگابه
کیوتارو سوگابه (به ژاپنی: 曽我部京太郎輝،  زادهٔ ۳ ژوئیهٔ ۲۰۰۱) یک کشتی‌گیر فرنگی‌کار اهل کشور ژاپن است. وی سابقه حضور در المپیک ۲۰۲۴ پاریس را دارد. 